# ستيف ليندبرغ
ستيف ليندبرغ (بالإنجليزية: Steve Lindberg)‏ هو سياسي أمريكي، ولد في 2 يونيو 1944. حزبياً، نشط في الحزب الديمقراطي. وقد انتخب عضو مجلس نواب ميشيغان ‏.